# Тиснява на «Параді кохання» в Дуйсбурзі

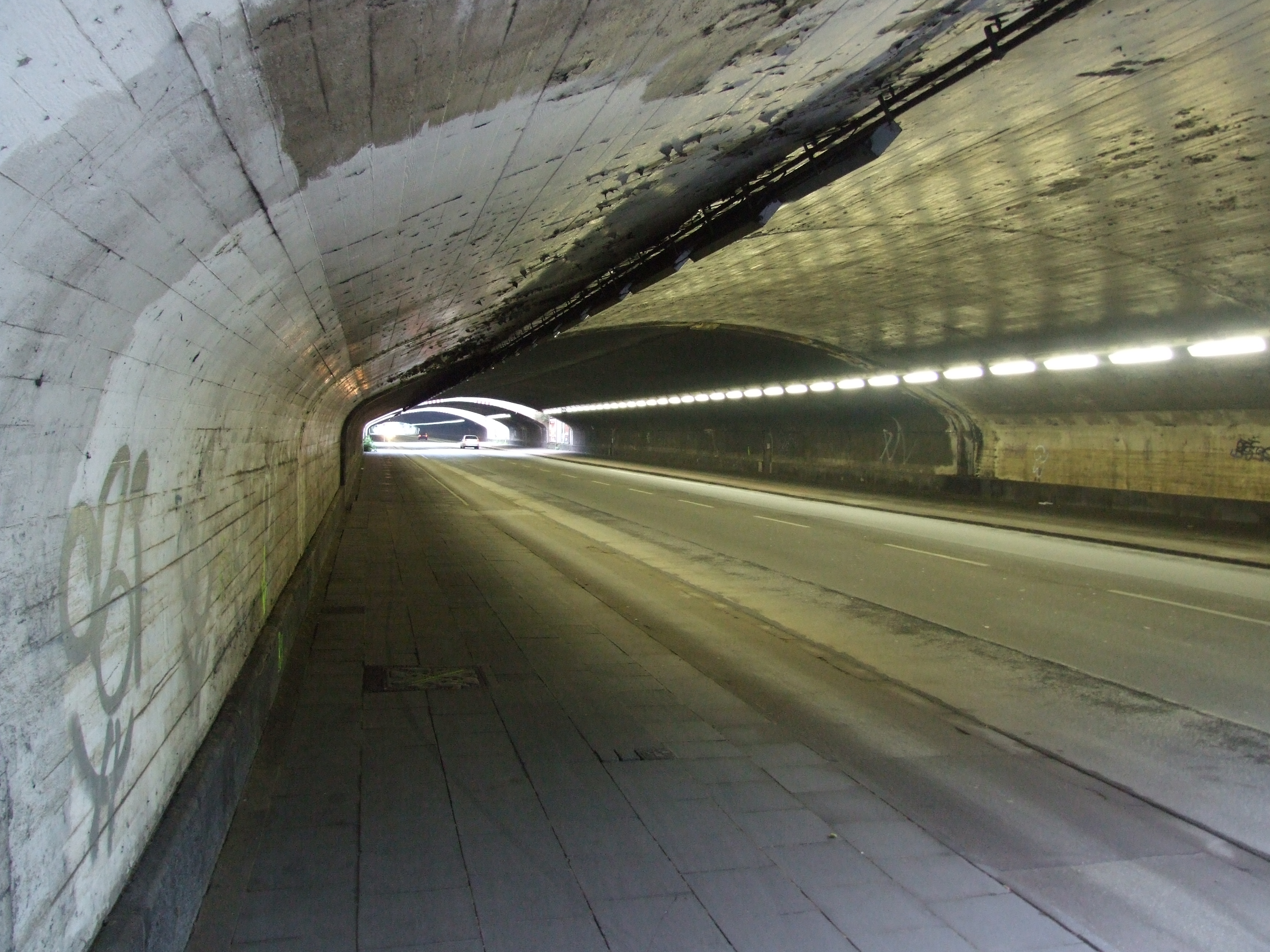
Тунель - місце трагедії

Давка на «Параді кохання» в Дуйсбурзі — трагедія, що сталася у місті Дуйсбург 24 липня 2010 року під час музичного фестивалю «Парад кохання». 21 людина загинула, а 511 осіб отримали поранення.

## Інцидент
Захід проводився на території старої вантажної станції Дуйсбурга. До місця проведення вів один вхід, що проходив у тунелі на Карл-Лер-Штрассе довжиною 200-300 метрів. Коли відведене місце стало заповнятись, з метою недопущення переповнення його, поліція закрила вхід і стала оголошувати про повернення назад. Ті, хто знаходилися попереду намагалися повернути назад, а ті хто знаходився позаду, не маючи оголошень, намагалися увійти в тунель. Виникла тиснява і паніка, загинуло за останніми даними 20 осіб, 340 постраждалих. Після того, що сталося, було оголошено про закриття Параду кохання. Представники поліції і пожежників (повідомили ще жовтні 2009 року) попереджали міську владу про сумніви з приводу заходів безпеки на майбутньому параді Повідомляється нове число постраждалих 511 чоловік.

## Наслідки
| Національність       | Загиблі | Вік   |
| -------------------- | ------- | ----- |
| Німеччина            | 14      | 18-38 |
| Іспанія              | 2       | 21-22 |
| Нідерланди           | 1       | 22    |
| Австралія            | 1       | 27    |
| КНР                  | 1       | 38    |
| Італія               | 1       | 21    |
| Боснія і Герцеговина | 1       | ?     |
| Всього               | 21      |       |

Поліція вирішила не закривати захід, щоб не створити нової паніки. Найближча автомагістраль A59 була закрита і функціонувала для доступу рятувальних служб до місця трагедії.
З 21 загиблих (13 жінок і 8 чоловіків, віком від 18 до 38) 14 з них, як повідомлялося, німці. Семеро інших загиблих належали до інших національностей, серед них було дві іспанки, віком від 21 до 22 і 38-річна китайська жінка, що мешкала в Німеччині, 22-річний чоловік з Нідерландів, 21-річна жінка з Італії, одна людина з Боснії і Герцеговини та 27-річна дівчина з Австралії. 15 з них померли на параді, а четверо інших у лікарні.

## Співчуття
- Ангела Меркель висловила співчуття рідним загиблих.
- Папа Римський Бенедикт XVI помолився за загиблими[10].
- Дмитро Медведєв висловив співчуття загиблим у телеграмі Ангелі Меркель[11].
- Міністр МВС землі Північний Рейн-Вестфалія оголосив 26 липня трауром за загиблими людям у Дуйсбурзі.